# Лі Антонопліс
Лі Антонопліс (англ. Lea Antonoplis; нар. 20 січня 1959) — колишня професійна американська тенісистка.
Здобула чотири парні титули туру WTA.
Найвищу одиночну позицію світового рейтингу — 50 місце досягла 31 грудня 1981, парну — 55 місце — 14 вересня 1987 року.
Завершила кар'єру 1991 року.

## Фінали Туру WTA

### Парний розряд 10 (3–7)
| Легенда           |   |
| Grand Slam        | 0 |
| WTA Championships | 0 |
| Tier I            | 0 |
| Tier II           | 0 |
| Tier III          | 0 |
| Tier IV & V       | 0 |

| Титули за покриттям |   |
| Тверде              | 2 |
| Ґрунт               | 0 |
| Трава               | 0 |
| Килим               | 1 |

| Результат | Ранг | Дата              | Турнір                     | Покриття | Партнер           | Опоненти                        | Рахунок       |
| Перемога  | 1.   | 14 лютого 1983    | Indianapolis, Indiana, USA | Тверде   | Барбара Джордан   | Розалін Феербенк Кенді Рейнолдс | 5–7, 6–4, 7–5 |
| Перемога  | 2.   | 20 лютого 1983    | Hershey, Pennsylvania, USA | Тверде   | Barbara Джордан   | Шеррі Екер Енн Генрікссон       | 6–3, 6–4      |
| Поразка   | 3.   | 13 листопада 1983 | Ginny Championships, USA   | Килим    | Barbara Джордан   | Розалін Феербенк Кенді Рейнолдс | 7–5, 5–7, 3–6 |
| Поразка   | 4.   | 5 серпня 1984     | Newport, Rhode Island, USA | Трава    | Беверлі Моулд     | Анна-Марія Фернандес Пінат Луї  | 5–7, 6–7      |
| Поразка   | 5.   | 15 грудня 1985    | Auckland, Нова Зеландія    | Трава    | Адріана Віллагран | Енн Гоббс Кенді Рейнолдс        | 1–6, 3–6      |
| Перемога  | 6.   | 12 жовтня 1986    | Taipei                     | Килим    | Барбара Геркен    | Джиджі Фернандес С'юзен Лео     | 6–1, 6–2      |
| Поразка   | 7.   | 2 серпня 1987     | Aptos, California, USA     | Тверде   | Барбара Геркен    | Кеті Джордан Робін Вайт         | 1–6, 0–6      |
| Поразка   | 8.   | 8 листопада 1987  | Little Rock, Arkansas, USA | Тверде   | Барбара Геркен    | Мері-Лу Деніелс Робін Вайт      | 2–6, 4–6      |
| Поразка   | 9.   | 17 квітня 1988    | Japan Open (теніс), Японія | Тверде   | Барбара Геркен    | Джиджі Фернандес Робін Вайт     | 1–6, 4–6      |
| Поразка   | 10.  | 24 липня 1988     | Schenectady, New York, USA | Тверде   | Кеммі Макгрегор   | Енн Гендрікссон Джулі Річардсон | 3–6, 6–3, 5–7 |